# Лімасол
Лімасол (грец. Λεμεσός, тур. Leymosun) — місто на півдні Кіпру, друге за величиною місто країни, економічний, культурний та фінансовий центр.

## Географія
Місто Лімасол розташоване на березі затоки Акротирі між старовинними містами Куріон та Аматус, тому візантійці називали його Неполіс («нове місто»). Від Аматуса до центру сучасного Лімасола вздовж набережної простягнулась курортно-туристична зона.
Основними морськими портами на острові Кіпр є Ларнака і Лімасол, які лежать на південному березі острову. Власне тут здійснюються перевантаження як кіпрських товарів, так і товарів з-за кордону. Здійснюються також рейси пасажирські до сусідніх країн.
Дороги, більшість з яких двосторонні траси, надають можливість транспортування товарів на далекі відстані. Нова, чотирьохсмужна траса, пов'язує Нікосію і Лімасол, а Лімасол з Пафосом. Аналогічна траса сполучає автомагістраль Нікосія — Лімасол з аеропортом у Ларнаці.

### Клімат
Місто знаходиться у зоні середземноморського клімату. Найтепліший місяць — серпень із середньою температурою 26.7 °C (80 °F). Найхолодніший місяць — січень, із середньою температурою 12.2 °С (54 °F).
| Клімат Лімасола         | Клімат Лімасола | Клімат Лімасола | Клімат Лімасола | Клімат Лімасола | Клімат Лімасола | Клімат Лімасола | Клімат Лімасола | Клімат Лімасола | Клімат Лімасола | Клімат Лімасола | Клімат Лімасола | Клімат Лімасола | Клімат Лімасола |
| Показник                | Січ.            | Лют.            | Бер.            | Квіт.           | Трав.           | Черв.           | Лип.            | Серп.           | Вер.            | Жовт.           | Лист.           | Груд.           | Рік             |
| Абсолютний максимум, °C | 25              | 27              | 27              | 32              | 34              | 37              | 39              | 36              | 36              | 33              | 30              | 27              | 39              |
| Середній максимум, °C   | 15              | 16              | 17              | 20              | 23              | 27              | 30              | 30              | 28              | 26              | 21              | 17              | 22              |
| Середня температура, °C | 12              | 12              | 14              | 17              | 20              | 23              | 26              | 26              | 25              | 22              | 17              | 13              | 19              |
| Середній мінімум, °C    | 8               | 8               | 10              | 13              | 16              | 20              | 22              | 22              | 20              | 17              | 13              | 10              | 15              |
| Абсолютний мінімум, °C  | 0               | 0               | 3               | 7               | 10              | 13              | 17              | 17              | 13              | 11              | 3               | 0               | 0               |
| Норма опадів, мм        | 70              | 70              | 40              | 10              | 0               | 0               | 0               | 0               | 0               | 20              | 40              | 70              | 400             |
| Днів з опадами          | 12              | 11              | 9               | 5               | 3               | 1               | 1               | 1               | 1               | 4               | 7               | 12              | 67              |
| ----------------------- | --------------- | --------------- | --------------- | --------------- | --------------- | --------------- | --------------- | --------------- | --------------- | --------------- | --------------- | --------------- | --------------- |
| Джерело: Weatherbase    |                 |                 |                 |                 |                 |                 |                 |                 |                 |                 |                 |                 |                 |

## Населення
Традиційно в Лімасолі було змішане грецько-турецьке населення. Після 1974 року більшість турків-кіпріотів виїхало на північний Кіпр. У 1990-х роках частина з них повернулася, оселившись у турецькому кварталі Лімасола. У місті помітна велика присутність громадян України та Росії. Навіть у некурортний сезон (взимку), коли туристів замало, на вулицях чи в супермаркеті є можливість почути російську та навіть українську мови. Тут працює відділення Приватбанку та безліч крамниць.
Узимку курорт є дуже популярним серед британських пенсіонерів. Завдяки дешевизні авіаквитків з Великої Британії, розвиненою інфраструктурою, англомовністю, Лімасол приваблює їх.

## Культура
В Лімасолі діє історичний музей, розміщений у середньовічному замку. Також є археологічний музей, картинна галерея.

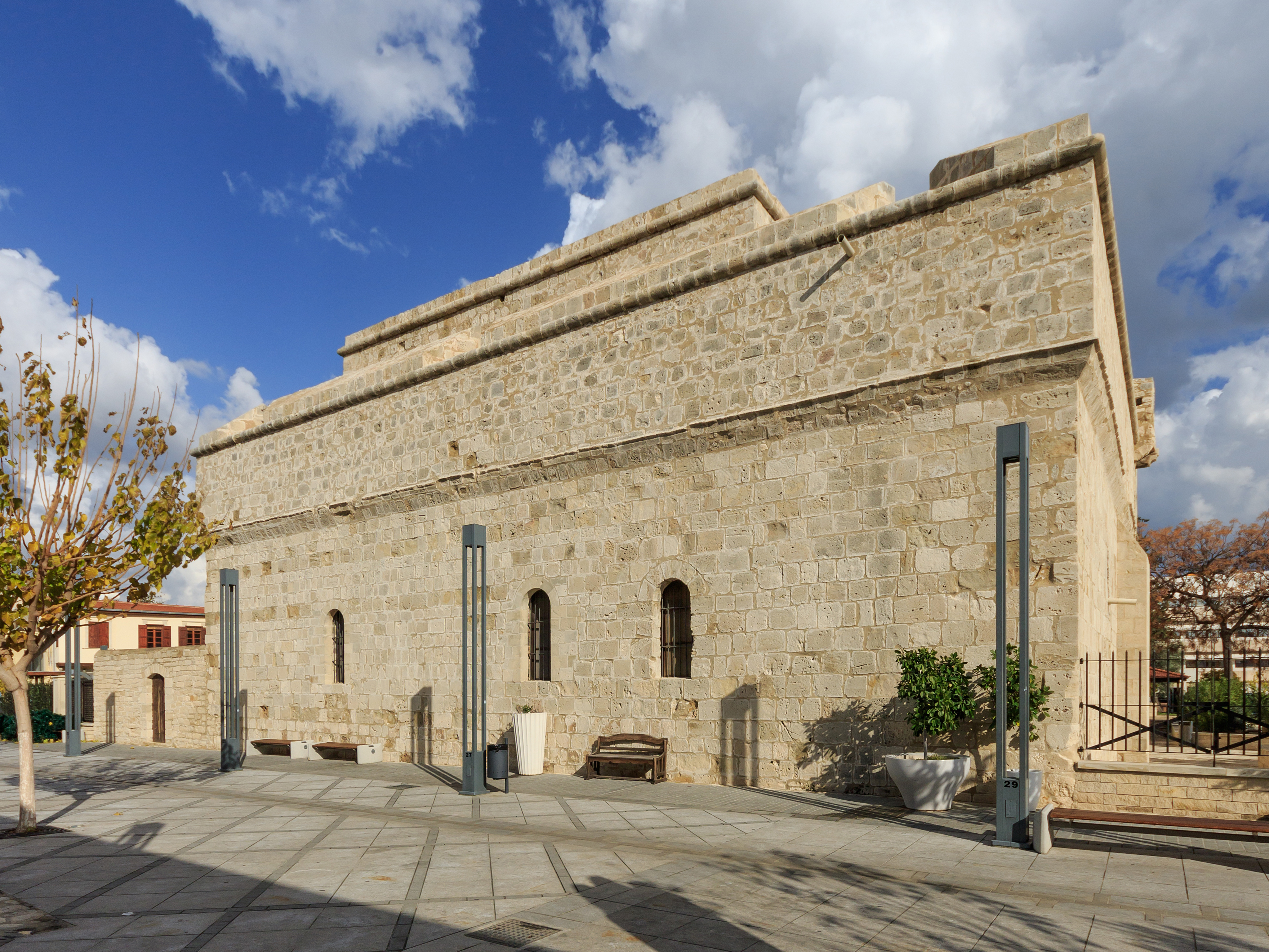
Лімасольський замок
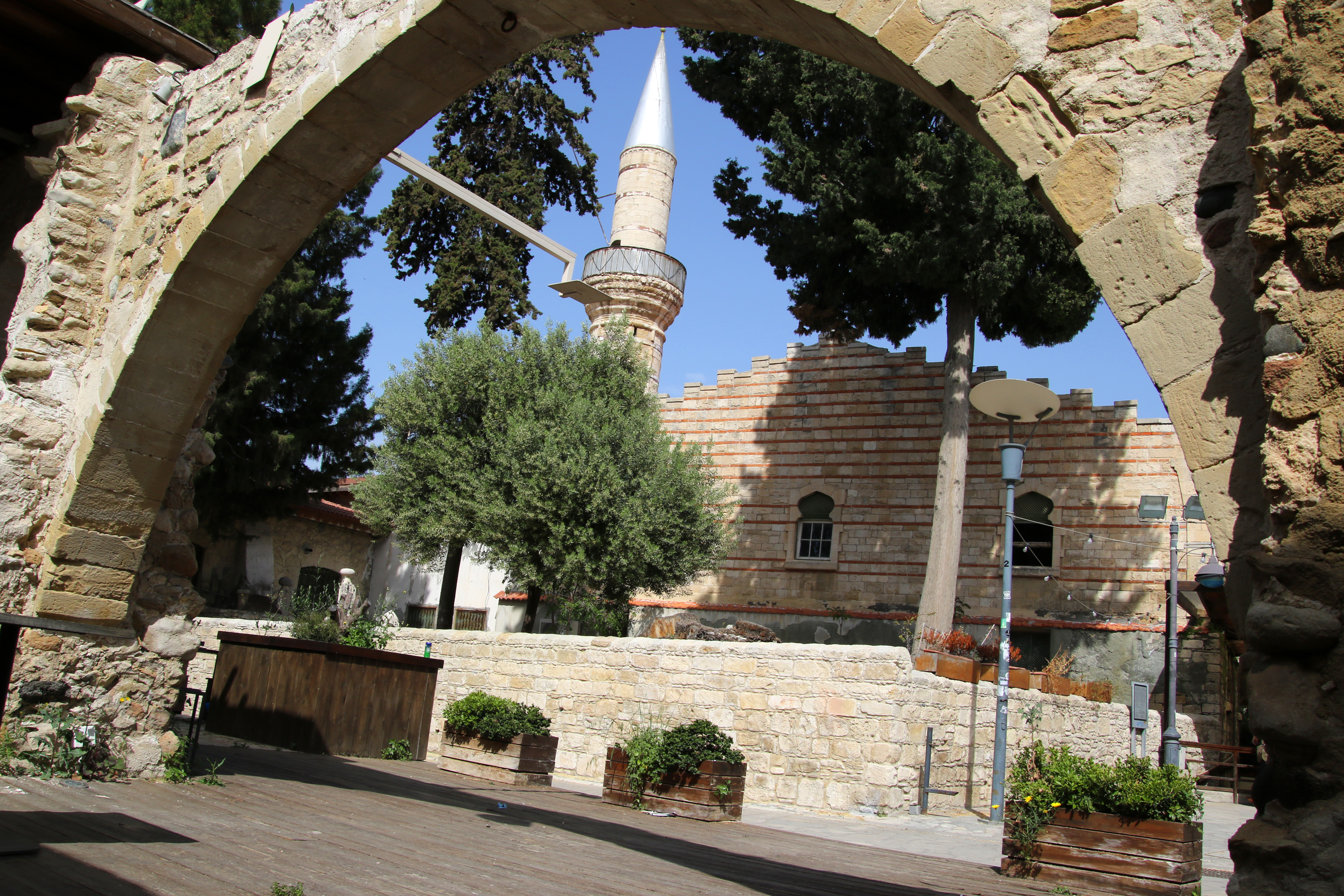
Велика мечеть Лімасола

В місті збережені приклади турецької архітектури як Велика мечеть Лімасола. Розташована в старому турецькому кварталі, мечеть Кебір (велика) була побудована у XVI столітті. Наразі мечеть покинута. Є свідчення, що мечеть Кебір Джама є активною, хоча мусульманська громада, яка її відвідує нечисленна, а мечеть найчастіше закрита.
Нещодавні розкопки на сході також виявили архітектурні залишки собору Святої Катерині X століття.
У 2008 році в Лімасолі відбувся Дитячий конкурс пісні Євробачення.
Національна архітектурна премія 2016 року визнала проєкт Старий порт Лімассола як найкращою.
Реконструкцію Старого порту розробив архітектор Хрісантос Хрісантоу. Проєкт передбачає будівництво офісів, ресторанів, магазинів, великої площі, пішохідної зони та залу культурних заходів. Будівельні роботи проєкту були завершені 15 березня 2014 року, а 8 жовтня 2016 року він був офіційно відкритий Президентом Республіки Нікосом Анастасіадисом.

## Відомі особи
Уродженці міста:
- Деспіна Олімпіу — кіпрська та грецька співачка.
- Маріос Токас — кіпрський і грецький композитор, піаніст і співак.

## Галерея

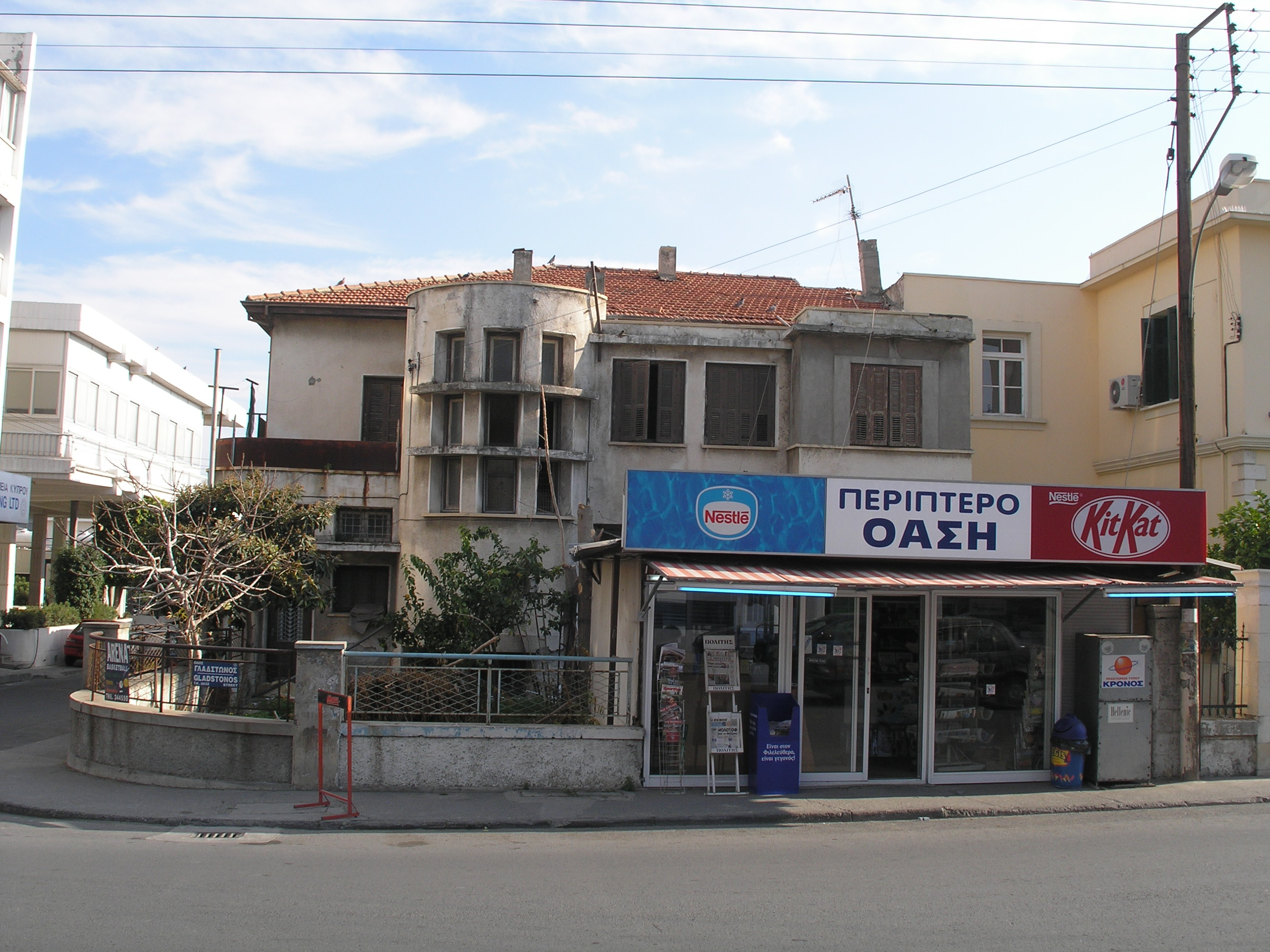
Періптеро (з грецької мови крамничка або кіоск) у старій частині міста
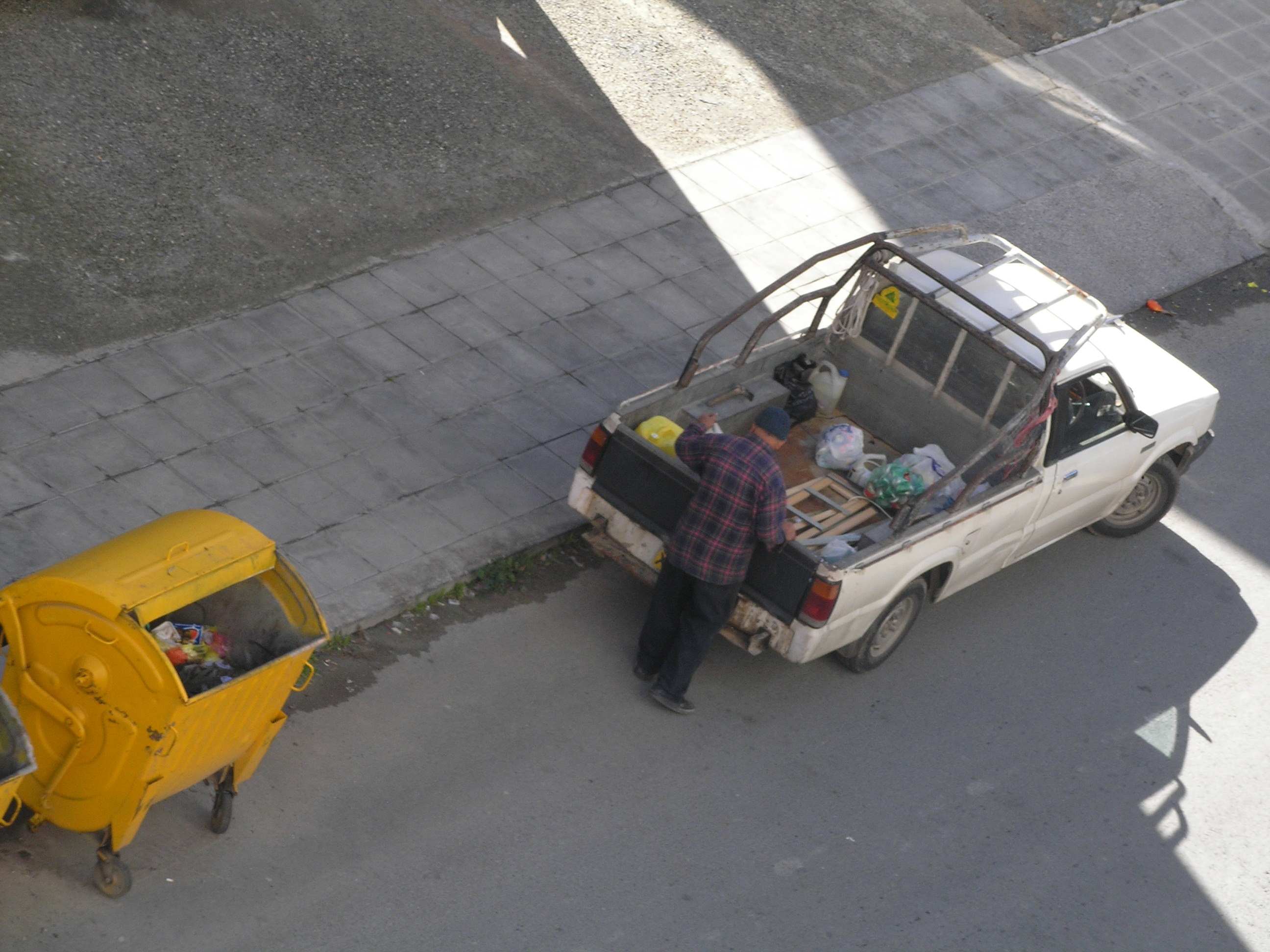
Автомобіль — є невід'ємним атрибутом навіть незаможніх кіпріотів
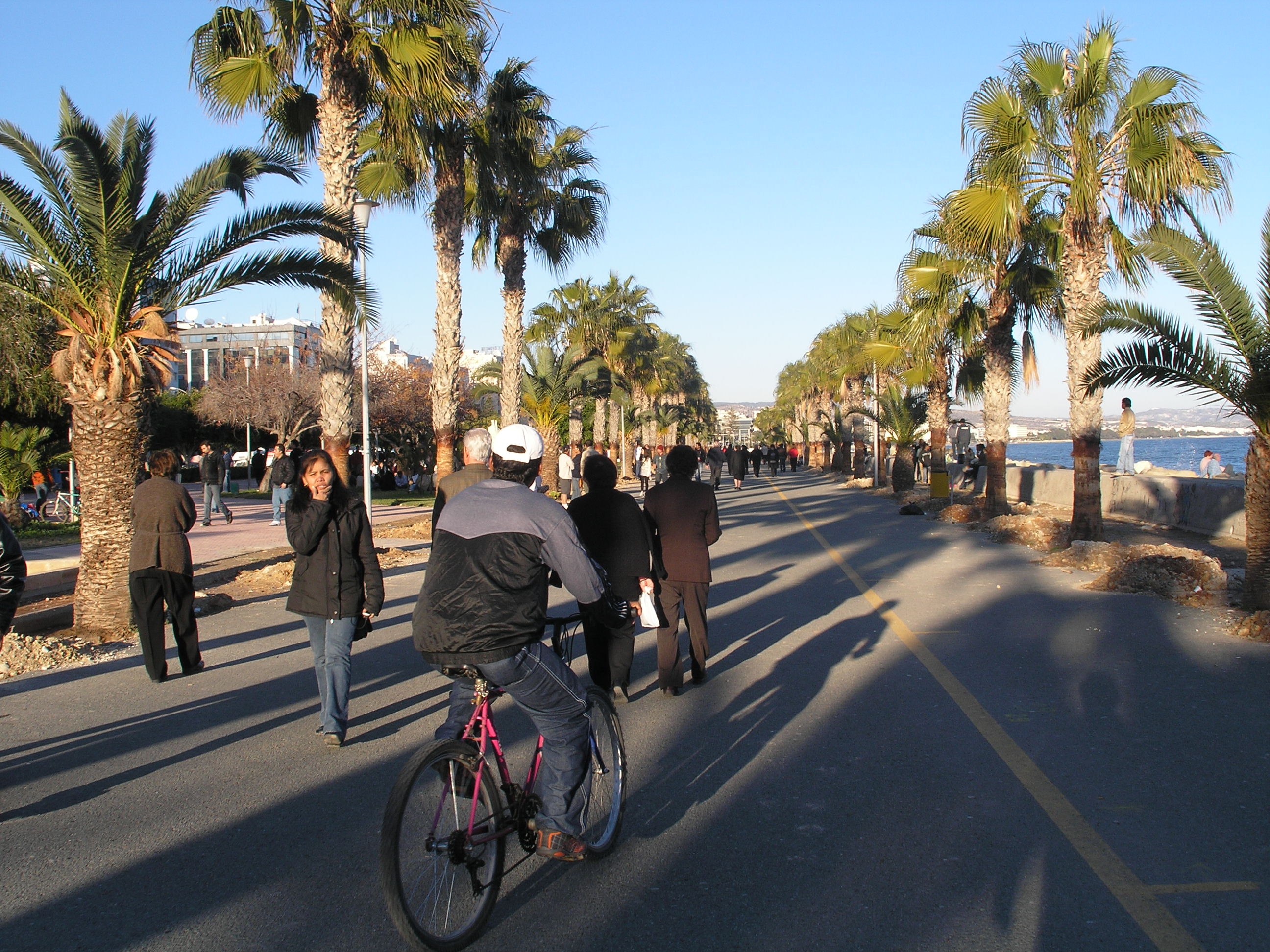
На вихідних у центральному парку переважають емігранти
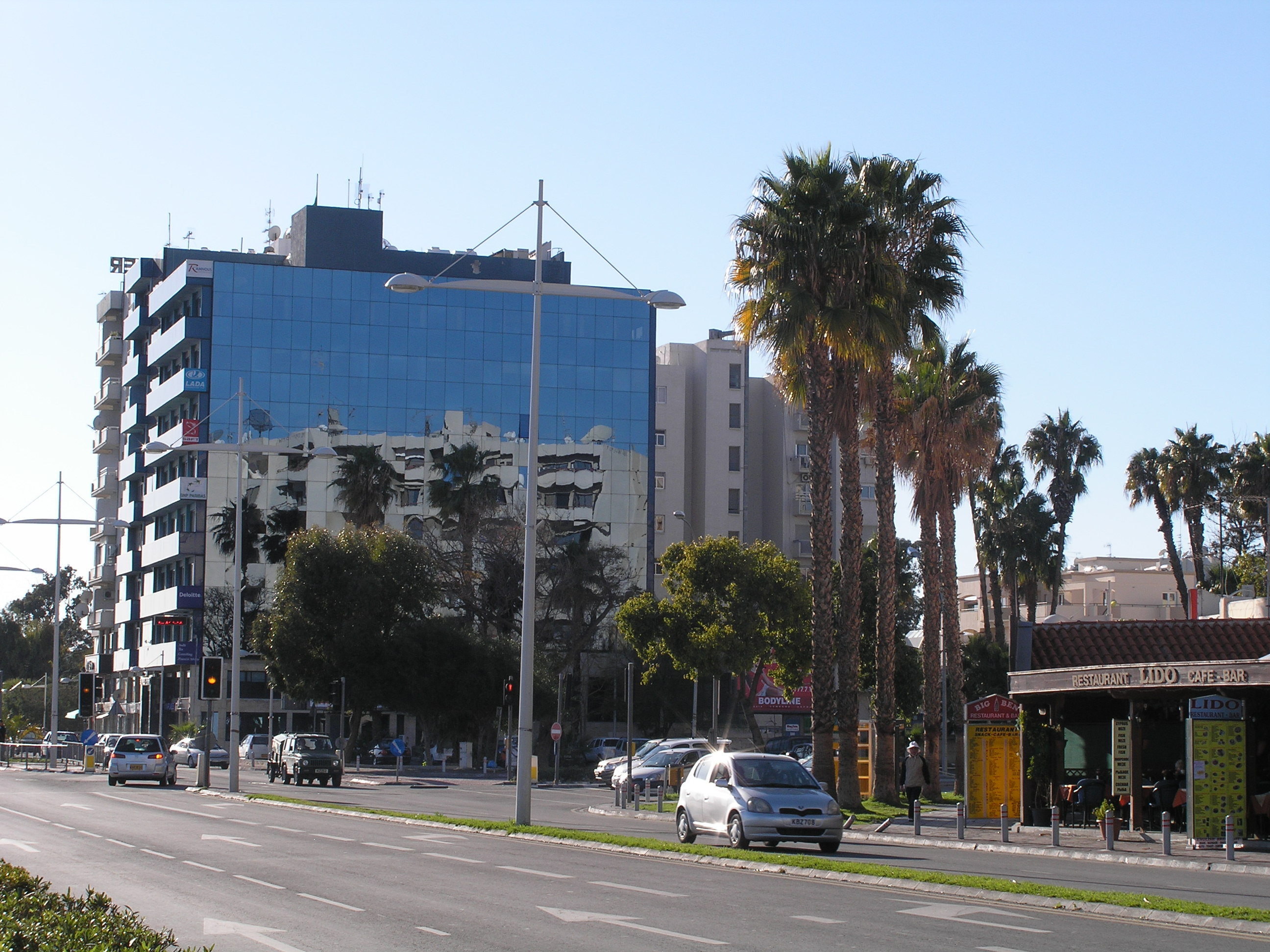
Нові забудови
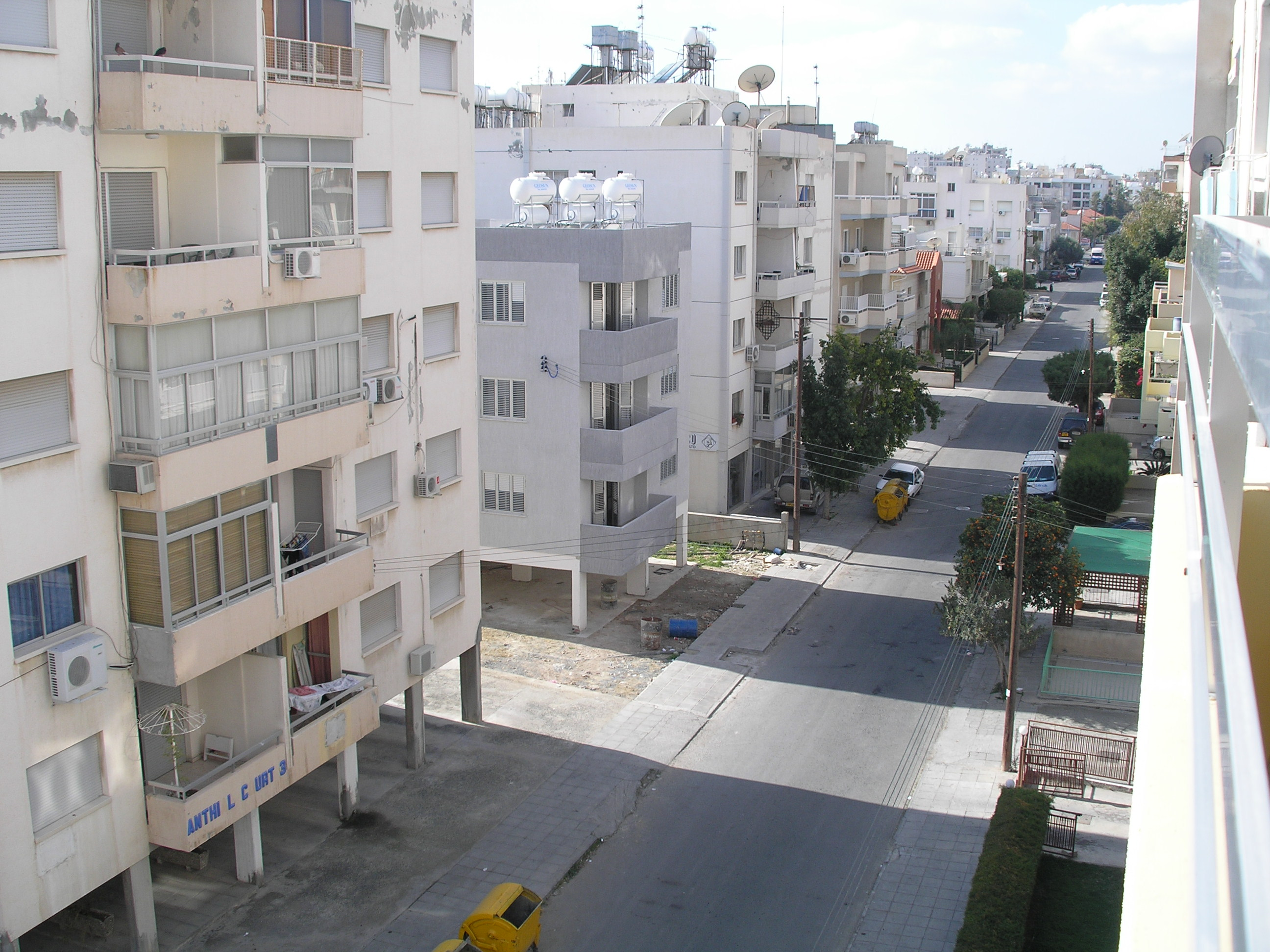
Житлові райони не в туристичній зоні (вул. Кефалініас)
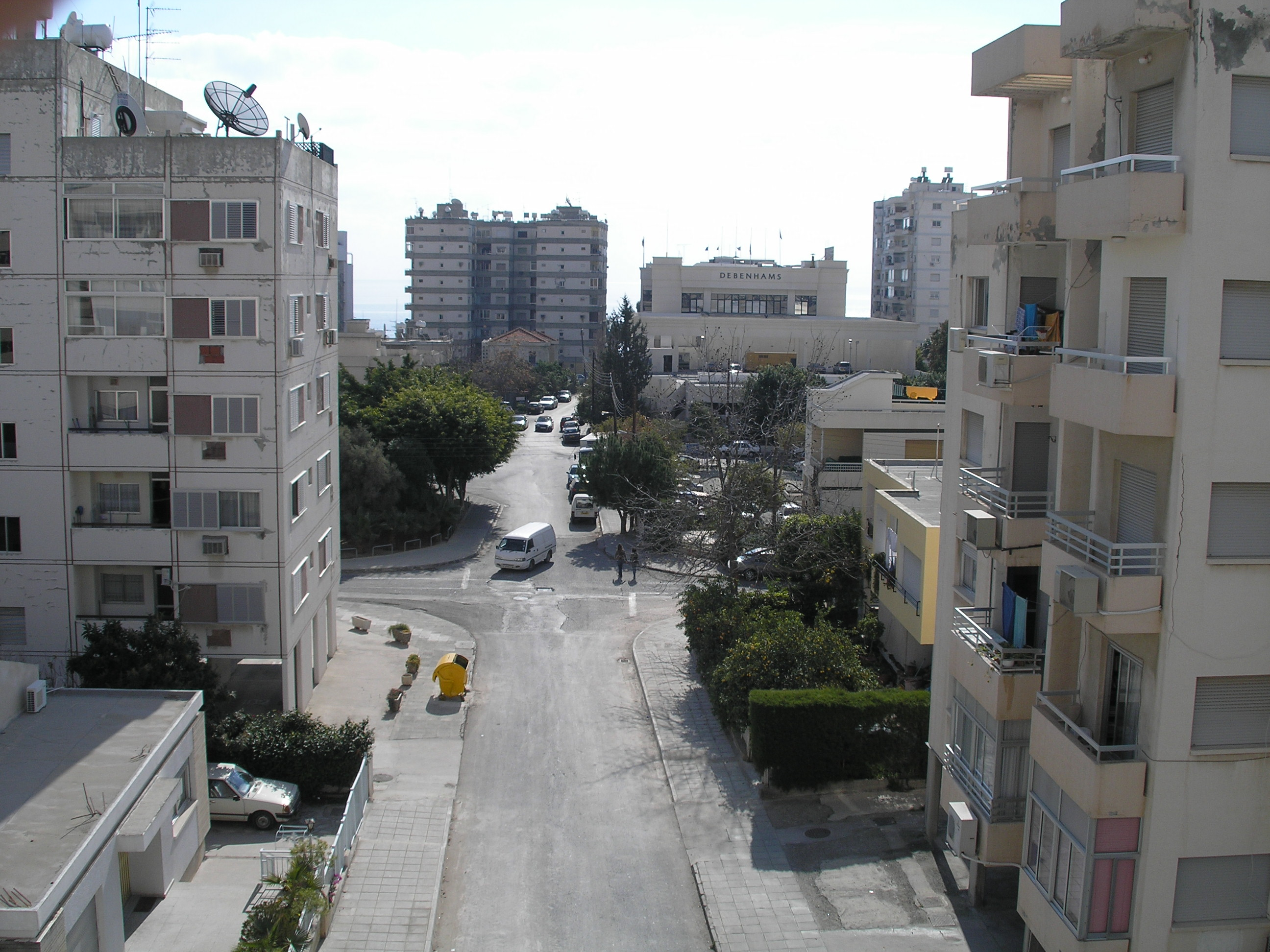
Практично звідусіль є можливість побачити Середземне море
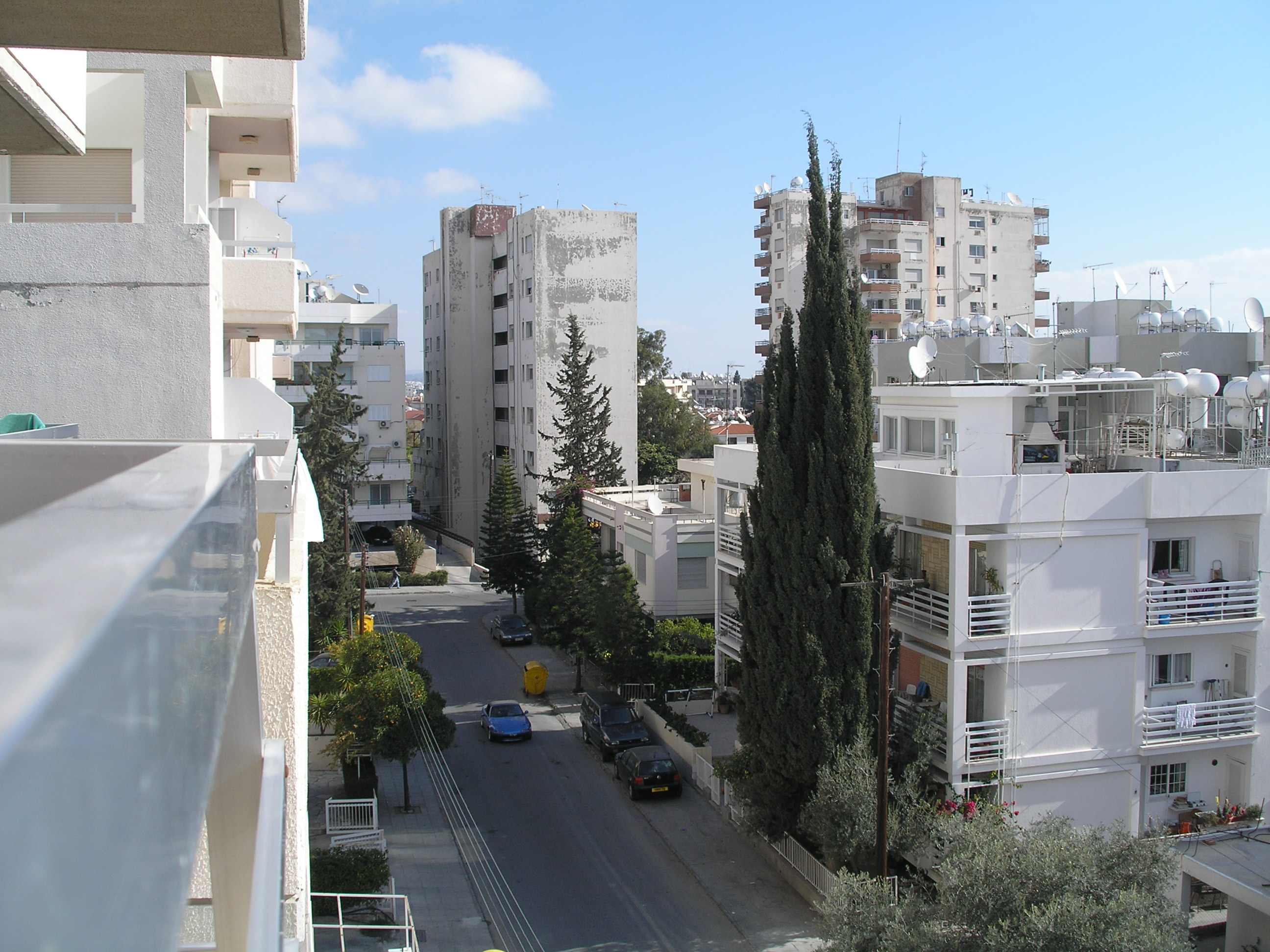
Житлові райони не в туристичній зоні (вул. Кефалініас)
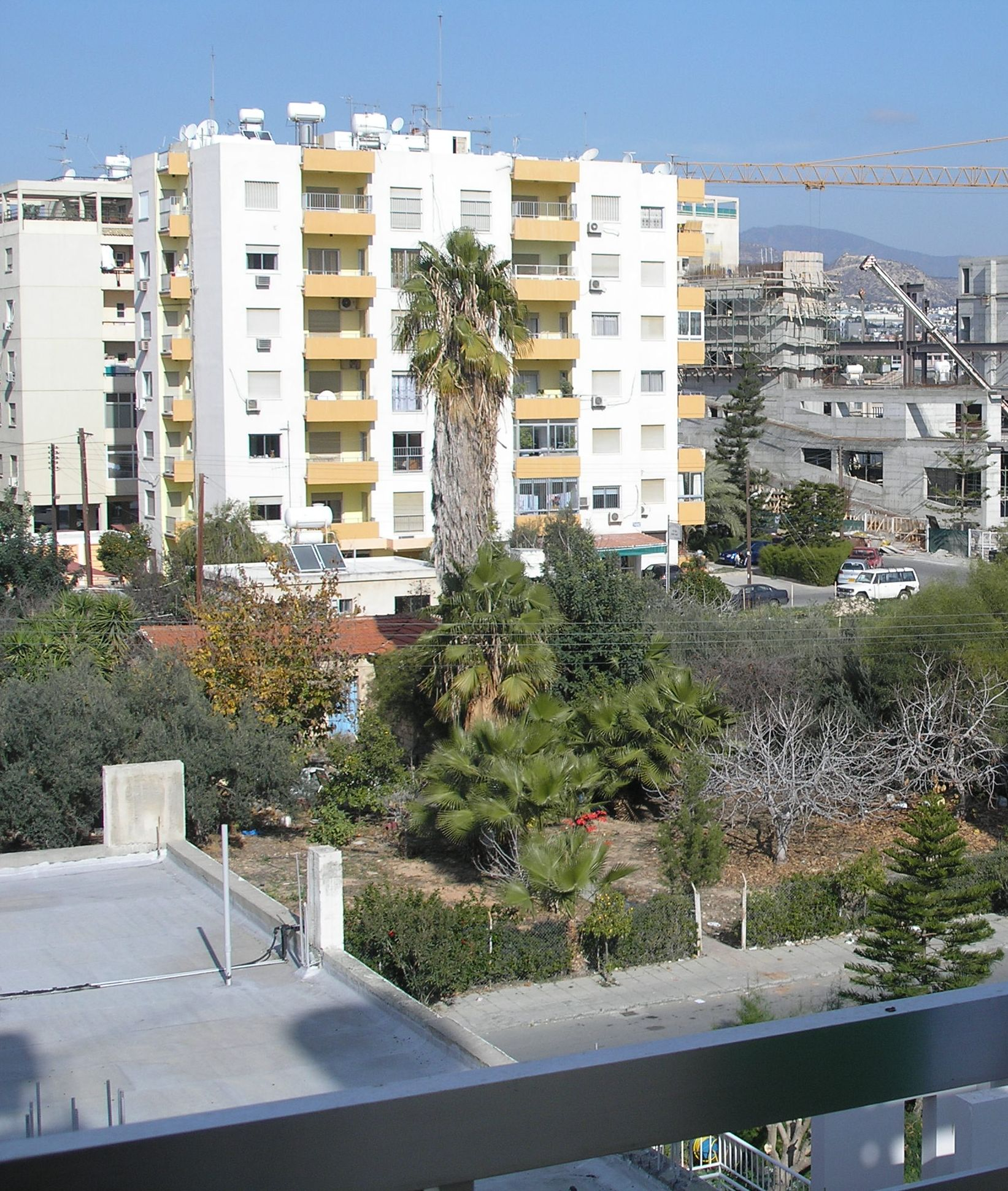
Краєвид Лімасола
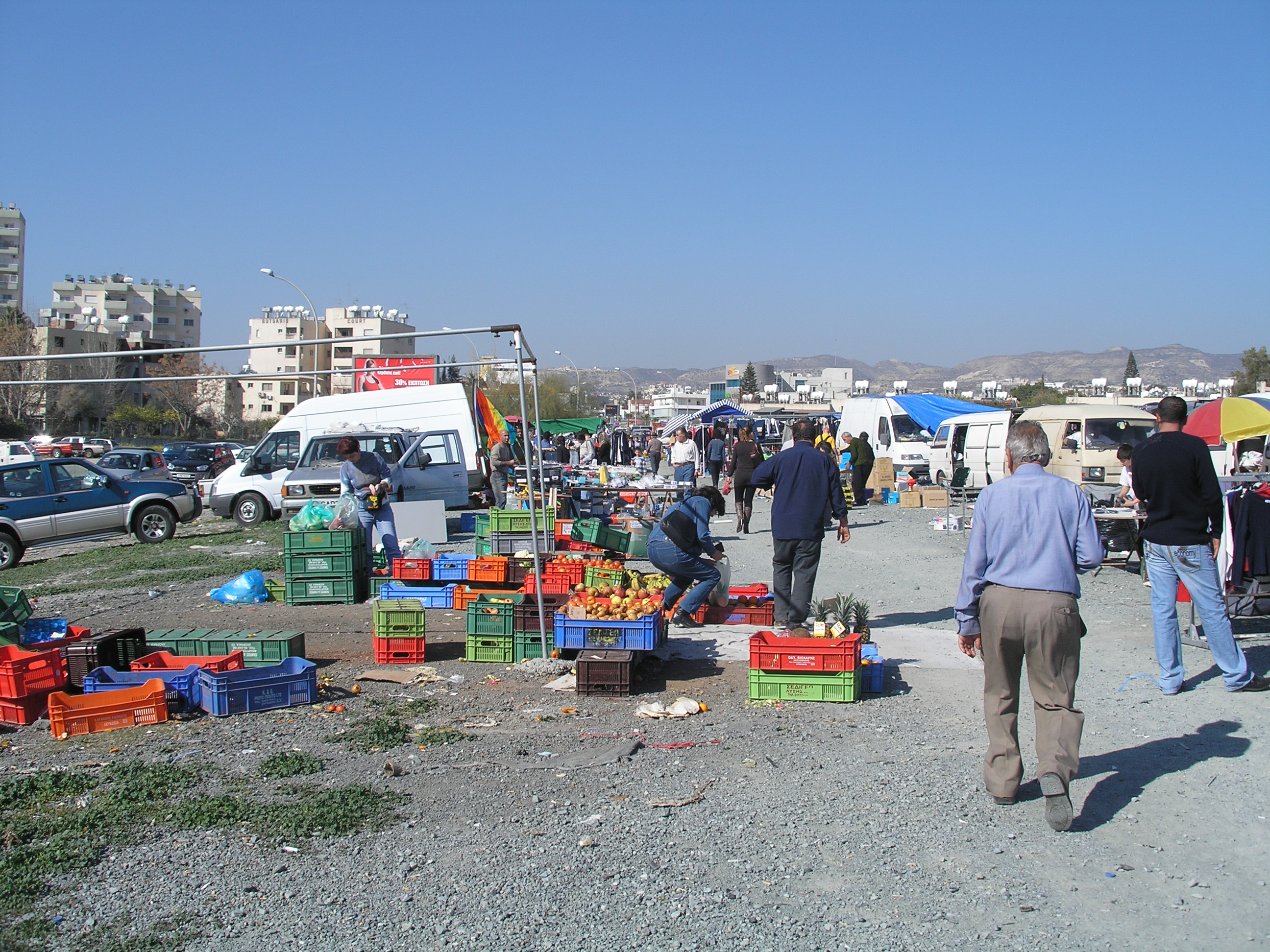
Базар в Лімасолі працює по суботах
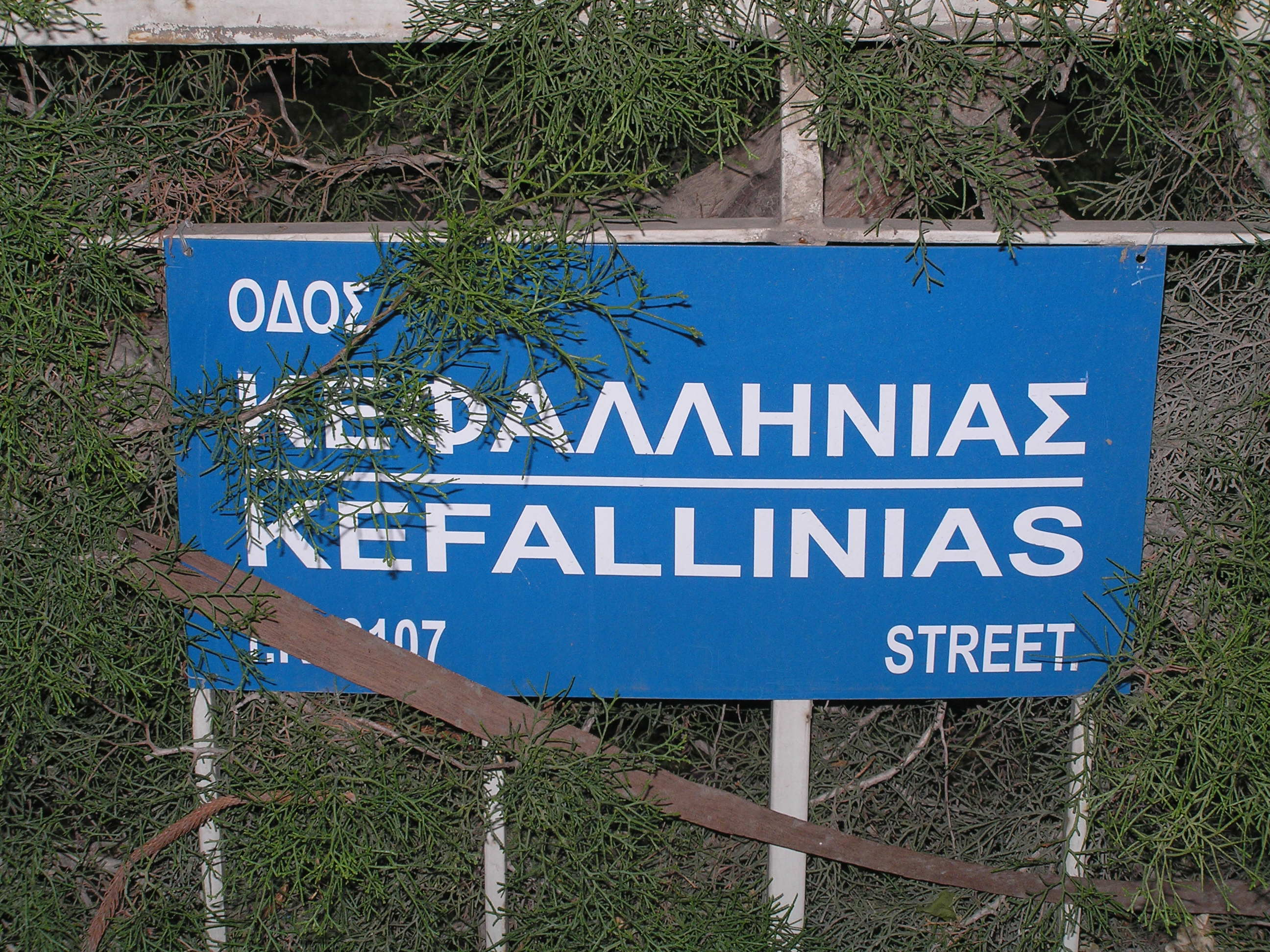
Таблички з назвами вулиць  продубльовані англійською мовою
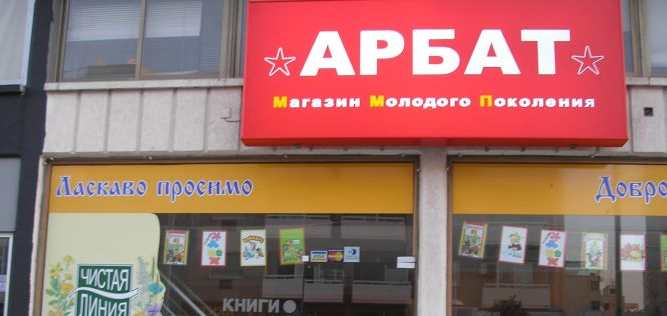
«Ласкаво просимо» закликає покупців крамниця «Арбат» у туристичній зоні
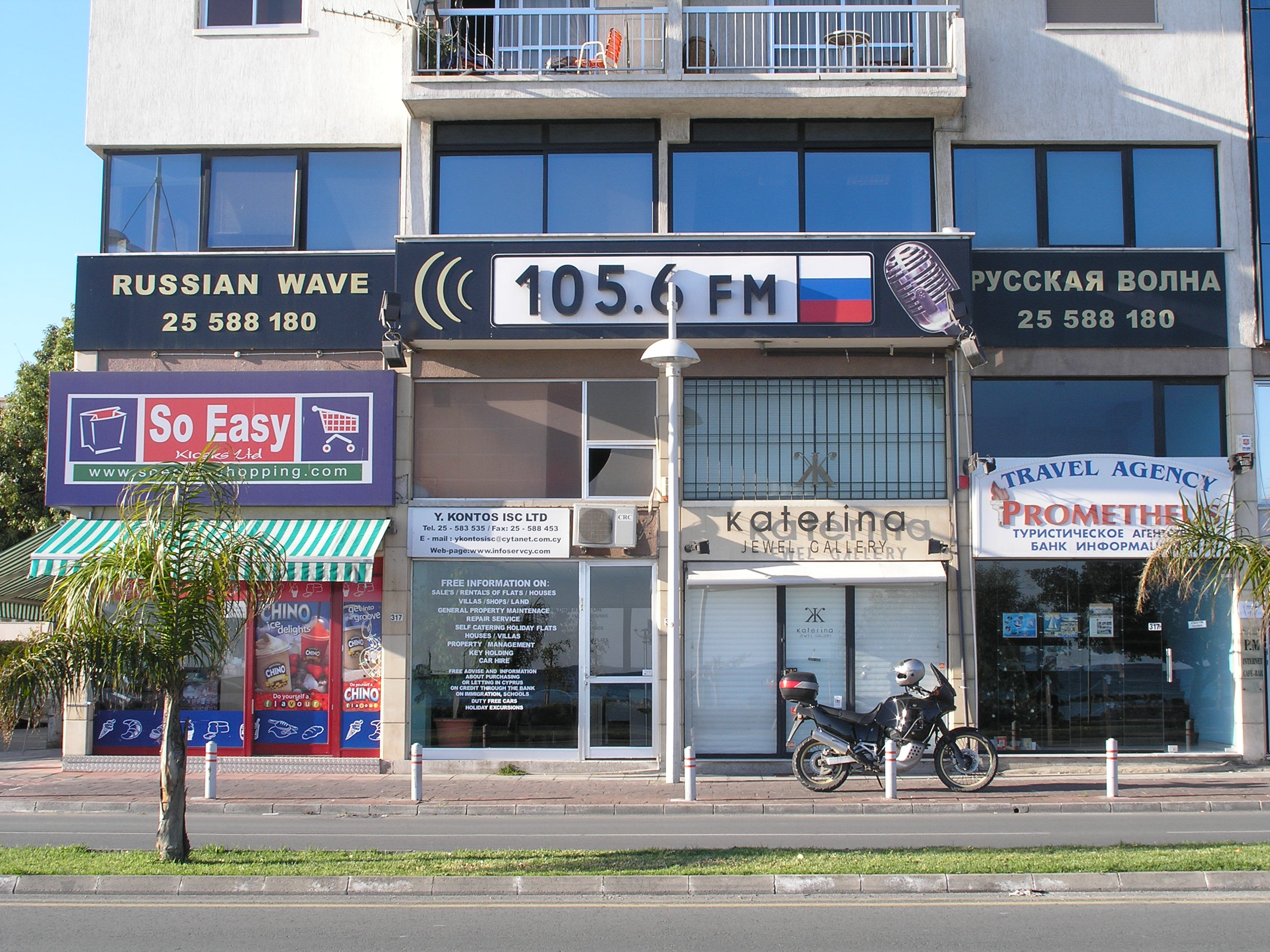
Офіс радіостанції «Русская волна»